# Ferrovie Elettriche Sanyō
Le Ferrovie Elettriche Sanyō (山陽電気鉄道株式会社?, San'yō Denki-tetsudō Kabushiki-gaisha) sono una compagnia ferroviaria giapponesi privata, e offrono servizi ferroviari e bus suburbani nella zona occidentale di Kōbe e nella città di Himeji, nella prefettura di Hyōgo. La compagnia gestisce una linea ferroviaria principale con una diramazione, che collega Kobe con Himeji.

## Linee ferroviarie
- Linea Sanyō principale (Nishidai - Sanyō-Himeji)
- Linea Sanyō Aboshi (Shikama - Sanyō-Aboshi)

## Tariffe

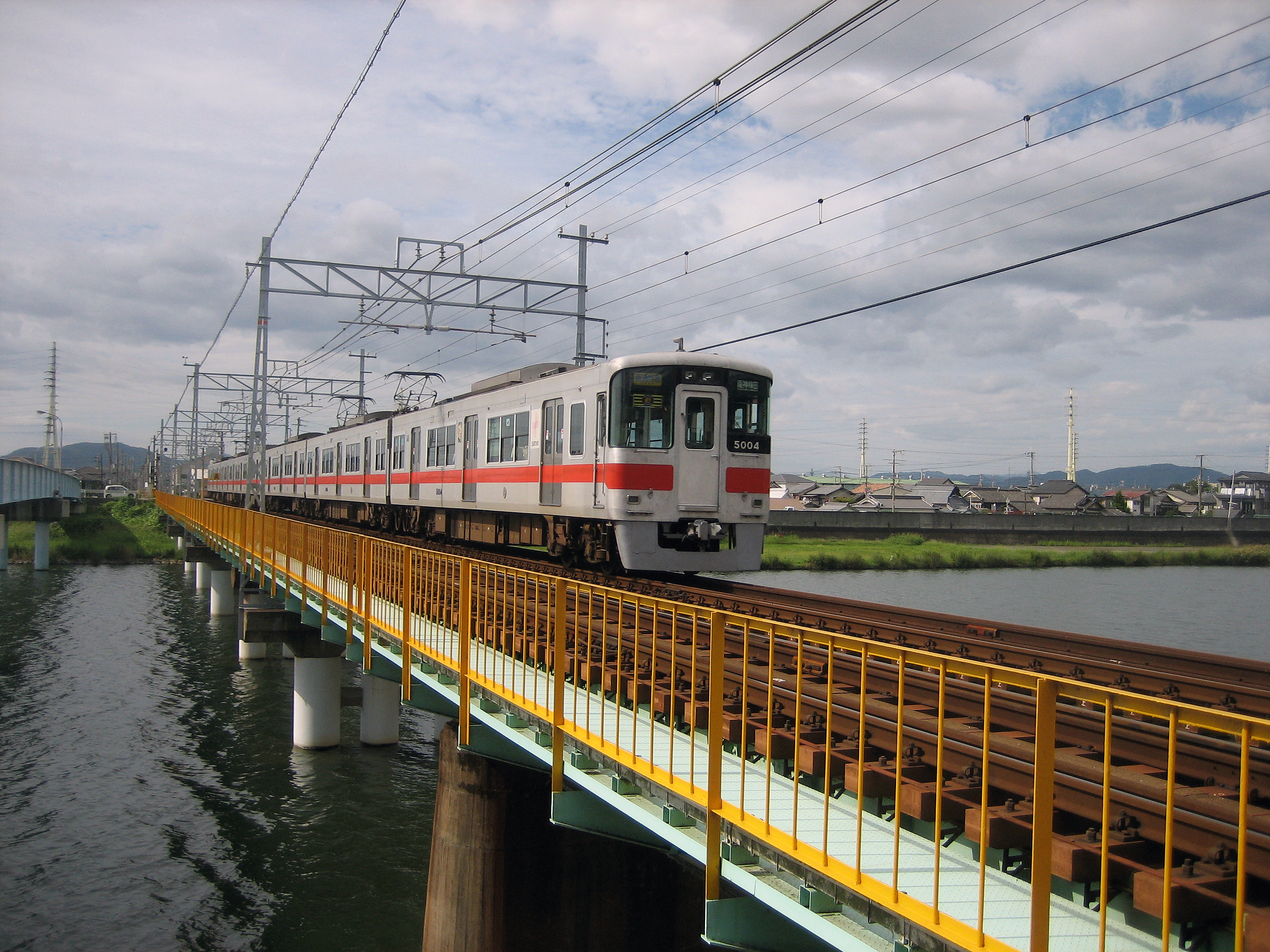
Treno della serie 5000

Prezzo del biglietto singolo (adulti) in Yen giapponesi in base alla distanza; il prezzo dei bambini è della metà e arrotondato per eccesso alla decina superiore:
| Distanza | Prezzo (yen) | Distanza | Prezzo (yen) |
| -------- | ------------ | -------- | ------------ |
| > 2 km   | 150          | 26 - 29  | 600          |
| 3 - 4    | 180          | 30 - 34  | 650          |
| 5 - 7    | 230          | 35 - 39  | 680          |
| 8 - 10   | 290          | 40 - 44  | 710          |
| 11 - 13  | 360          | 45 - 49  | 740          |
| 14 - 17  | 430          | 50 - 54  | 770          |
| 18 - 21  | 500          | 55 - 60  | 790          |
| 22 - 25  | 550          |          |              |

Sono accettate anche le carte ricaricabili PiTaPa e ICOCA.